# Our Lady of Sorrows
Our Lady of Sorrows är en singel av My Chemical Romance, producerad av Geoff Rickly och släppt 2003 på Eyeball Records. Låten kommer från albumet I Brought You My Bullets, You Brought Me Your Love.

## Låtlista
1. Our Lady of sorrows
2. Headfirst for Halos,live